# Trzepaczka do dywanów

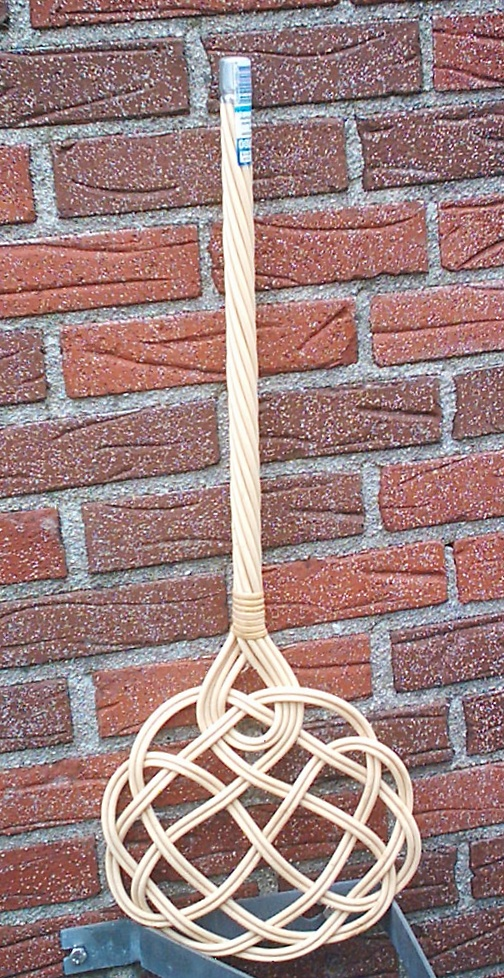
Wiklinowa trzepaczka do dywanów

Trzepaczka – ręczny przyrząd służący do oczyszczania przedmiotów (najczęściej dywanów lub chodników dywanowych) z zanieczyszczeń takich jak piasek, kurz lub innych poprzez ich uderzanie.

## Budowa
Trzepaczka składa się z długiej rączki zakończonej płaską, ażurową częścią służącą do uderzania. Elastyczność trzepaczki zależy od ilości splotów ażurowej części. Trzepaczki wykonywane są z różnych materiałów; między innymi z metalu, wikliny, drewna, rattanu, trzciny, stali sprężynowej lub spiralnego drutu. Bywają również wykonane z tworzywa sztucznego.

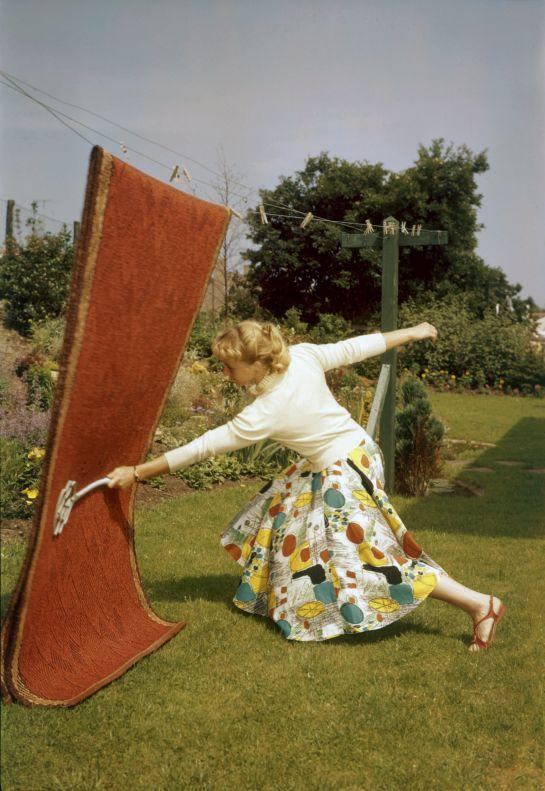
Gimnastyka domowa – niderlandzka fotografia z lat 60 przedstawiająca kobietę trzepiącą dywan zawieszony na lince na pranie

## Zasada działania
Ręczne czyszczenie dywanu za pomocą trzepaczki polega na przewieszeniu go na poziomej belce (najczęściej na trzepaku) i mechanicznym uderzaniu jego powierzchni. Powoduje to uwolnienie drobin znajdujących się w dywanie i uwolnienie ich w powietrze. Inną metodą trzepania dywanów jest bicie trzepaczką w dywan rozłożony na śniegu.
Jest to zajęcie mozolne, dodatkowo potencjalnie prowadzące do uszkodzeń dywanu i skracające jego żywotność. Z tego powodu w latach 50 XX w. na rynku pojawiła się zamiatarka do dywanów, a później odkurzacz. Mimo to, tradycyjne trzepaczki do dywanów wciąż są dostępne w sprzedaży.
Trzepaczka może służyć także do oczyszczania materacy, sof czy poduszek.
W etnolekcie śląskim trzepaczka do dywanów znana jest powszechnie jako kloper.